# Pleurobema georgianum
Pleurobema georgianum é uma espécie de bivalve da família Unionidae.
É endémica dos Estados Unidos da América.